# Artocarpus sepicanus
Artocarpus sepicanus är en mullbärsväxtart som beskrevs av Friedrich Ludwig Diels. Artocarpus sepicanus ingår i släktet Artocarpus och familjen mullbärsväxter. Inga underarter finns listade i Catalogue of Life.